# Gabriele Rumi
Gabriele Rumi (* 4. September 1939 in Palazzolo sull’Oglio,  Italien; † 21. Mai 2001 ebenda) war ein italienischer Industrieller, der auch als Sponsor und Inhaber der Formel-1-Rennställe Osella, Fondmetal Corse und Minardi im Automobilsport tätig war.

## Unternehmer

Logo von Fondmetal

Rumi entstammte einer Industriellenfamilie, die in der norditalienischen Provinz Bergamo ansässig war. Rumis Großvater hatte 1908 in Palosco bei Brescia eine Eisengießerei gegründet. Donnino Rumi, der Sohn des Gründers, erweiterte den Betrieb 1950 um die Fertigung von Motorrädern; die Marke Moto Rumi existierte ein Jahrzehnt lang. 1961 übernahm Gabriele Rumi von seinem Vater Donnino die Leitung des Unternehmens in dritter Generation. 1970 weitete er den Betrieb auf die Verarbeitung von Aluminium aus. 1972 gründete er schließlich das Unternehmen Fondmetal, das sich auf die Produktion von Aluminiumfelgen spezialisierte. Fondmetal war als Zulieferbetrieb für die Automobilindustrie tätig und fertigte unter anderem Aluminiumgehäuse für Getriebe und Kupplungen sowie Zylinderköpfe. Kunden waren Fiat und Maserati. Außerdem lieferte Fondmetal ab 1983 Felgen für diverse Formel-1-Teams, unter ihnen Williams.

## Automobilsport
Bereits in den 1960er-Jahren hatte Rumi eine Affinität zum Automobilsport entwickelt. Anfänglich war er nur Zuschauer gewesen, später nahm er als Amateur an Bergrennen und an Rennen der Formel Monza teil. Seine aktive Rennfahrertätigkeit endete in den 1970er-Jahren. Danach wandte sich Rumi dem Sponsoring zu. Seit 1983 unterstützte er über Fondmetal den wie er aus der Provinz Bergamo stammenden Rennfahrer Piercarlo Ghinzani bei dessen Einsätzen in der Formel 1.

### Osella

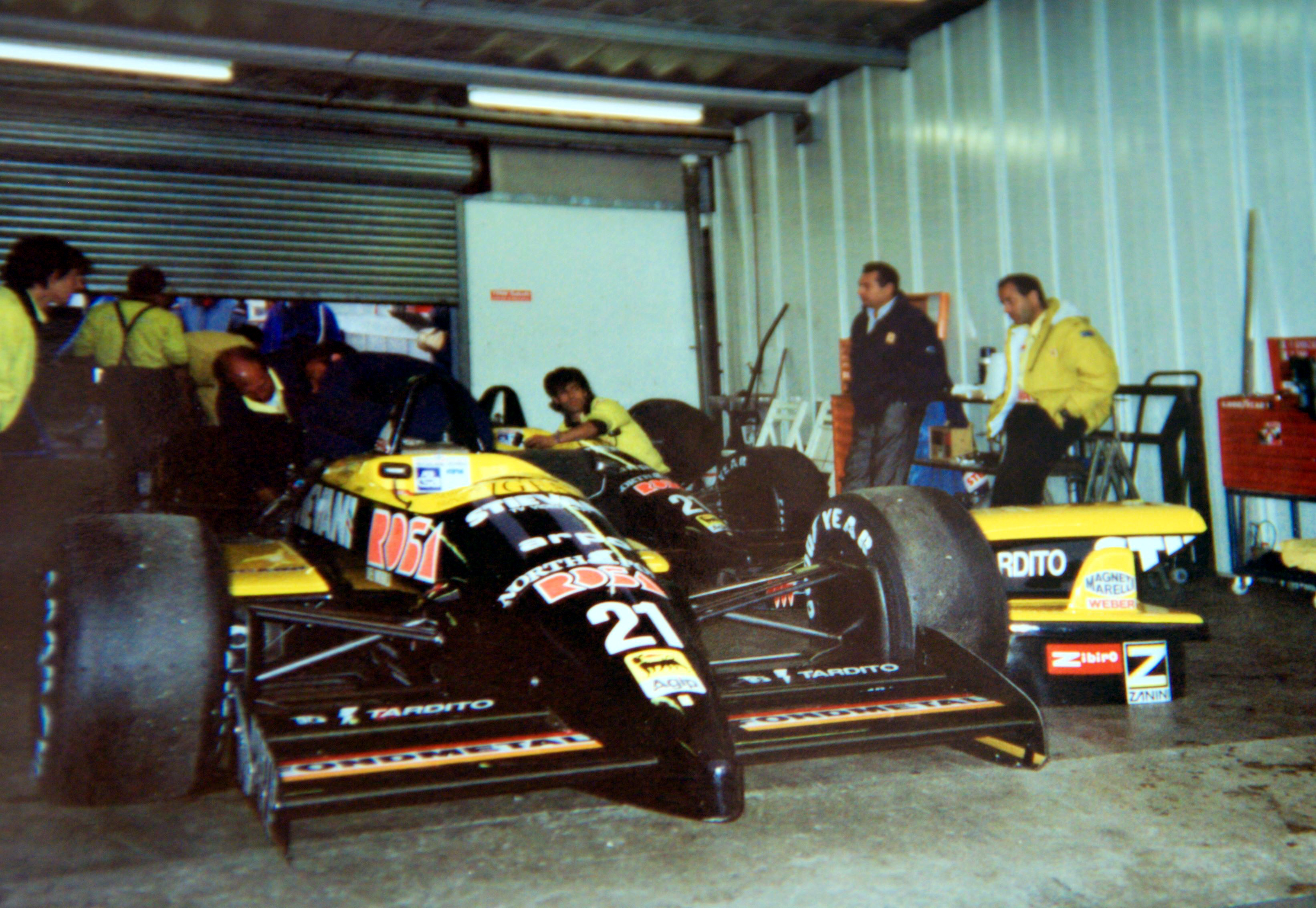
Sponsoring: Fondmetal-Aufkleber auf den Frontflügeln des Osella FA1L (1988)

Fondmetal wurde in den 1980er-Jahren zu einem regelmäßigen Sponsor des kleinen Turiner Rennstalls Osella Corse, für den Ghinzani mehrere Jahre lang fuhr. In der zweiten Hälfte der 1980er-Jahre übernahm Fondmetal im Gegenzug für größere finanzielle Zuwendungen auch Anteile an dem von Enzo Osella gegründeten Team und sicherte so wiederholt dessen wirtschaftliches Überleben. Im November 1989 wurde Rumi Mehrheitseigner des Teams, sein Anteil betrug nun 51 Prozent. In der Formel-1-Saison 1990 war Gabriele Rumi auch am operativen Geschäft des Rennstalls beteiligt; er wurde neben Osella als Teammanager geführt. Am Ende der Saison 1990 übernahm Rumi das Formel-1-Team Osella Corse vollständig. Er verlagerte den Teamsitz von Turin nach Palosco bei Bergamo und firmierte den Rennstall in Fondmetal Corse um. Dieser Schritt erfolgte auch zu Werbezwecken; Rumi folgte damit dem Vorbild Günter Schmids, dessen deutsche Felgenbetriebe ATS und RIAL in den 1970er- und 1980er-Jahren als ATS Racing Team und Rial Racing ebenfalls eigene Rennställe in der Formel 1 unterhalten und mit der dadurch erreichten Aufmerksamkeit ihre Umsätze deutlich gesteigert hatten.

### Fondmetal Corse

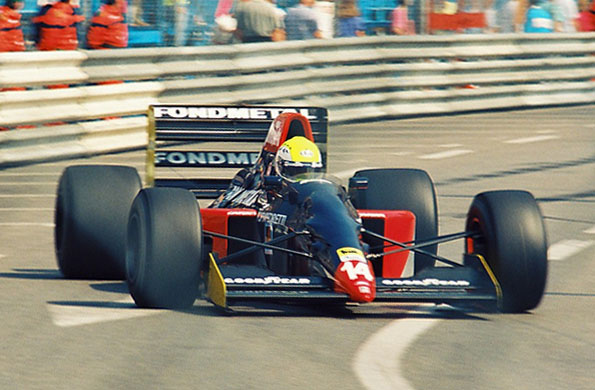
Eigenes Rennauto: Fondmetal GR01 von 1992

Rumi versuchte 1991, den Rennstall von den handwerklichen, von Improvisationen geprägten Strukturen der Osella-Ära zu lösen und eine neue, nach seinem Verständnis zeitgemäße Infrastruktur aufzubauen. Dazu gehörte auch der Ansatz, die neuen Rennwagen des Teams in Großbritannien konstruieren zu lassen. Zu diesem Zweck beteiligte sich Rumi an einem Konstruktionsbüro im britischen Bicester, in dem unter anderem der March-Gründer Robin Herd arbeitete. Das Fomet genannte Studio entwickelte den Rennwagen Fondmetal Fomet 1, der 1991 mit wenig Erfolg eingesetzt wurde. Die Verbindung zu Fomet zerbrach nach nur einem Jahr durch ein Zerwürfnis zwischen Rumi und Herd, das in einigen Quellen auf unzureichende Zahlungen Fondmetals zurückgeführt wurde. Während Herd sein für die Saison 1992 entwickeltes Auto an das französische Larrousse-Team verkaufte, ließ Rumi das 1992er Fondmetal-Modell von Sergio Rinlands britischem Designstudio Astauto konstruieren. Auch 1992 konnte Rumi das Team Fondmetal nicht zu den gewünschten Erfolgen führen. Der Rennstall war finanziell und organisatorisch mit dem Einsatz zweier Rennwagen überfordert. Nachdem bereits in den zurückliegenden zwei Jahren zahlreiche kleine Teams wie AGS, Brabham, Coloni, EuroBrun, Onyx und Rial zusammengebrochen waren, beendete Rumi im September 1992 noch vor dem regulären Ende der Saison das Formel-1-Engagement seines Rennstalls. Rumi hatte für die Saison 1993 bereits neue Autos in Auftrag gegeben. Sie wurden zunächst nicht aufgebaut, erschienen aber 1995 nur leicht verändert bei Forti Corse als Forti FG01.

### Fondmetal Technologies
Nach dem Ende seines Rennstalls engagierte sich Rumi mit seinem neu gegründeten Unternehmen Fondmetal Technologies (auch: FondTech) als Zulieferer in der Formel 1. FondTech betrieb in Casumaro zwei große Windkanäle, in denen Formel-1-Teams die Aerodynamik ihrer Autos entwickeln lassen konnten. Rumi engagierte den französischen Aerodynamiker Jean-Claude Migeot, der zuvor für Ferrari gearbeitet und später den revolutionären Tyrrell 019 entwickelt hatte. FondTech-Kunden waren unter anderem die Formel-1-Teams Benetton und Tyrrell.

### Minardi
Zu Beginn der Saison 1997 kehrte Gabriele Rumi direkt in die Formel 1 zurück. Er gehörte zusammen mit dem Benetton-Teamchef Flavio Briatore, dem ehemaligen Rennfahrer Alessandro Nannini und dem Industriellen Beppe Lucchini einem Konsortium an, das 70 Prozent der Anteile des in wirtschaftliche Schwierigkeiten geratenen Formel-1-Teams Minardi übernahm. Ende 1997 übernahm Rumi Briatores und Nanninis Anteile an Minardi, sodass ihm letztlich 70 Prozent des Rennstalls gehörten. Anfänglich erwog er, den Rennstall – wie schon 1991 im Falle Osellas geschehen – in Fondmetal Corse umzubenennen, setzte das aber nicht um, weil Minardi ein eingeführter Name war. Allerdings erhielt der in der Saison 2000 von Minardi eingesetzte Ford-Kundenmotor aus Werbegründen die Bezeichnung Fondmetal. In den Jahren 1998 bis 2000 setzte Rumi einige wesentliche Umstrukturierungen durch, die Minardis Stand festigten. Das Team erhielt Zugang zu Dienstleistungen von FondTech, und es gelang Rumi, dem Team finanzielle Unterstützung durch den spanischen Konzern Telefónica zu verschaffen. Rumi verpflichtete außerdem Gustav Brunner als Konstrukteur. Eine Etablierung des Teams im Mittelfeld scheiterte allerdings am fehlenden Zugriff auf konkurrenzfähige Motoren.
Rumis Engagement bei Minardi endete 2000, als bei ihm eine Krebserkrankung diagnostiziert wurde. Rumi verkaufte seine Anteile an den australischen Unternehmer Paul Stoddart, der den Rennstall bis 2005 weiterführte. Das Team ist nach einer Übernahme durch Red Bull nunmehr unter der Bezeichnung Scuderia Toro Rosso in der Formel 1 engagiert.

## Privates
Gabriele Rumi war verheiratet und hatte zwei Kinder. Er starb im Mai 2001 an den Folgen seiner Krebserkrankung. Sein Sohn Stefano führt seitdem die Geschäfte der Familienunternehmen.